# Jamie Hyneman
James Franklin Hyneman (* 25. září 1956, Marshall, Michigan, USA) je americký expert na speciální filmové efekty, nejvíce známý z pořadu MythBusters (česky:Bořiči mýtů) na kanálu Discovery.

## Dětství a začátek kariéry
Narodil se ve státě Michigan, ale vyrůstal v Columbusu ve státě Indiana. Popsat jeho dětství či dospívání je velmi těžké, protože on sám o této etapě svého života nemluví. Prohlásil jen: „Byl jsem vždycky problematický kluk, plně si to uvědomuji. Odešel jsem z domova, když mi bylo teprve čtrnáct a stopem jsem pak jezdil po celé zemi.“
Dokázal se postavit na vlastní nohy a získal titul v ruském jazyce z Indiana University. Stal se velmi mnohostranným člověkem. Byl potápěč, expert na přežití v divočině (poušti), kapitán lodi, lingvista, majitel zverimexu, strojník a kuchař.

## Efektní kariéra s efekty
Začal pracovat pro několik firem se speciálními efekty. Během tohoto působení se mu povedlo podílet na více než 800 reklamních spotech pro různé zaměření (automobily, sportovní boty, elektronika ...).
Mezi všemi těmito úspěchy přispíval do vývoje a výzkumu ve velké řadě oblastí. Stal se držitelem několika skvělých patentů a získal mnoho ocenění. Jde i dlouhotrvajícího člena Spolku filmových herců.

## Osobní život
Oženil se s Eileen Walsh, učitelkou na Encinal High School. Jsou spolu od roku 1989. Seznámili se, když Jamie vlastnil plachetnici a byl potápěčem v Panenských ostrovech. Eileen Jamieho identifikuje jako „...silně skeptického ateistu....“

## Mythbusters
Před osmnácti lety koupil dílnu M5 Industries, kde se začal natáčet populární pořad Mythbusters. Jamie zde vystupuje ve dvojici s Adamem Savagem.
Jamie má v tomto pořadu typický vzhled a to je tmavý baret, bílou košili s dlouhým rukávem, občas sluneční brýle a mroží knír. Diváci si ho s nikým nemohou zaměnit a to ani podle hlasu, protože Jamie má velmi klidný a hluboký hlas. Ovšem ten moc v tomto pořadu nevyužívá. Je spíše klidný, uvažující a velmi bystrý. Ale když už něco pronese stojí to za to. Jeho hlášky jsou vždy vtipné a trefné.